# Meritre Hatschepsut
Meritre Hatschepsut (auch Merit-Re Hatschepsut oder Hatschepsut Merit-Re) war eine altägyptische Königin im Neuen Reich (18. Dynastie).

## Familie
Als Mutter der Meritre Hatschepsut bezeichnet sich die Priesterin Hui. Nach dem Tod von Satiah, der Großen königlichen Gemahlin von Thutmosis III., wurde sie neue Hauptfrau des Königs und Mutter von Amenophis II.

## Titel
Meritre Hatschepsut trug die üblichen Titel einer Königin: „Erbprinzessin“ (Jrj-pˁt = Iri-pat), „Alleinige, Höchste zu Verehrende“
(Wrt-nswt-wˁtjt = Weret-nesut-watit), „Königsmutter“ (Mwt-nswt = Mut-nesut), „Herrin der beiden Länder“ (Nbt-t3.wj = Nebet-taui), „Königliche Gemahlin“ (Ḥmt-nswt = Hemet-nesut), „Große königliche Gemahlin“ (Ḥmt-wrt-nswt = Hemet-weret-nesut), „Gottesgemahlin des Amun von Karnak“ (Ḥmt-nṯr-n-Jmn-m-Jpt-swt = Hemet-netjer-en-Amun-em-Ipet-sut) mit der zusätzlichen Namenserweiterung „Gotteshand“ (Ḏrt-nṯr = Djeret-netjer).

## Geschichtlicher Nachweis

Meritre Hatschepsut (links) neben Thutmosis III.

Meritre Hatschepsut ist von zahlreichen Monumenten bekannt. So ist sie im Tempel von Thutmosis III. abgebildet und steht dort als Königin neben dem sitzenden Thutmosis III. Ihr hier hinterlegter Titel lautet „Große königliche Gemahlin“. Eine eine Stele tragende Statue im Ägyptischen Museum in Kairo zeigt Meritre Hatschepsut vor Thutmosis III. stehend.
Viele ihrer Darstellungen wurden von Tiaa, der königlichen Gemahlin ihres Sohnes Amenophis II. in der Regierungszeit Thutmosis IV. usurpiert.
Im Grab Thutmosis III. (KV34) im Tal der Könige wird Meritre Hatschepsut neben seiner ersten Hauptfrau Satiah und der Königin Nebtu als eine von drei Königinnen dargestellt, die dem König folgt. Das Grab des Re in Theben besitzt eine Darstellung von Meritre Hatschepsut, die sie neben ihrem Sohn Amenophis II. zeigt.

## Grab
Der Bestattungsort Meritre Hatschepsuts ist nicht eindeutig belegt. Es wird angenommen, dass sie ursprünglich in Grab KV42 beigesetzt werden sollte. Dieses wurde jedoch für ihr Begräbnis nicht fertiggestellt, möglicherweise wurden hier die königliche Amme Senetnay sowie Baket-Re, die königliche Angebetete, bestattet. Meritre Hatschepsut wurde vermutlich neben ihrem Sohn Amenophis II. im Grab KV35 beigesetzt.